# Mette Madsen
Mette Marie Madsen, född Fruensgaard 3 juli 1924 i Pandrup, död 12 december 2015 i Ålborg, var en dansk politiker, författare och diktare. Hon representerade det liberala partiet Venstre och var Danmarks kyrkominister 1984–1988. Hon hade en betydande politisk karriär på det internationella planet, däribland som ledamot i flera av Europarådets utskott och som ledamot i Natos rådgivande parlamentariska församling. Hon var även en mångårig ledamot i Venstres partistyrelse och i Folketingets presidium.

## Bakgrund
Mette Madsen föddes i det lilla samhället Pandrup i Vendsyssel på Nordjylland i en lantbrukarfamilj som dotter till Holger Fruensgaard (1899–1969) och hans hustru Kathrine Jacobsen (född 1901). Madsen avslutade sin skolgång 1940 med en examen vid Åbybro realskola. Två år senare gifte hon sig 18 år gammal med den 19 år äldre advokaten Gunnar Madsen, som hon träffade när hon arbetade på advokatkontor. Maken hade tre barn från ett tidigare äktenskap men själv fick aldrig egna barn. Under tiden som hemmafru ägnade hon sig åt en del satiriskt arbete vid Aalborg Amtstidende (1958–1967), Vendsyssel Tidende och Blæksprutten (från 1964). Mette Madsen var en diktare i blodet och gav ut diktsamlingarna Hen på eftermiddagen (1973) och Sommerens veje (1982). I sina dikter skildrade hon kärleken och livet som kvinna, men även uppväxten och tryggheten under knapphetssamhället och självförståelse i diktsamlingen Husk nu at neje (1997). Hon har även medverkat som författare till ett antal kända revyer, däribland; Cirkusrevyen (1968), Nykøbing F. Revyen (1969), Vi bygger en bro (1971) och Revykøbing kalder (1974).

## Politisk karriär
Madsen ställde upp i folketingsvalet 1971 för Venstre i Nordjyllands amtskreds. Hon blev vald och kom att bli amtskredsens folketingsledamot fram till 1987. Under sina många år i Folketinget hann Madsen att inneha flera förtroendeposter. Hon var exempelvis ledamot i Venstres folketingsgrupp, i Folketingets presidium (1981–1984) samt i Venstres partistyrelse (1977–1987). Hon var även ordförande för Venstres interna utskott för kyrko-, utbildnings- och kulturfrågor samt engagerad i utrikes- och försvarspolitiken. Hon var ledamot i Europarådets social-, hälso-, kultur- och utbildningsutskott och blev 1982 vald till ordförande för rådets kulturutskott, och blev således både den första dansken och den första kvinnan att inneha den posten. Hon var även ledamot i Natoländernas rådgivande parlamentariska församling (1979–1984).
Madsen brann för kultur- och kyrkopolitiken. Som en konsekvens av detta var hon ordförande för Det Kgl. Teaters tilsynsråd (1978–1984). Madsen var i grunden en grundtvigiansk kristen och hon var en kandidat till kyrkoministerposten under 1980-talet, då borgerliga regeringar under statsminister Poul Schlüter bildades. Det förvånade henne dock att hon inte tilldelades en ministerpost i den nybildade borgerliga koalitionsregeringen 1982. Men 1984 gick hon från att vara ministerkandidat till kyrkominister, då hon avlöste partikollegan Elsebeth Kock-Petersen, som utsetts till socialminister. Det hade stått mellan Madsen och den konservativa Karen Thurøe Hansen. Väl som kyrkominister införde Madsen en lag som skulle komma att beskydda historiska gravplatser. Det innebar även att socknens prost, tillsammans med sakkunniga från museer, skulle registrera gravminnen som ansågs ha ett bevaringsvärde vart tredje år. Det var en reaktion på att Köpenhamns kommun under 1980-talet hade påbörjat en röjning av Assistens Kirkegård. Hon genomförde också "dopundervisning" (da: dåbsundervisning) i folkeskolens tredje och fjärde årskurs, införde fler prästämbeten samtidigt som hon arbetade med att få styr på Folkekirkens ekonomi. Efter att hon förlorade sitt mandat i Folketinget 1987 lämnade hon regeringen i samband med valet 1988.
Även efter sin tid som kyrkominister bibehöll Madsen sitt stora intresse både för kultur och för kyrkan. Åren 1988–1995 var hon ordförande för Foreningen for Kirkegårdskultur. Hon satt även i styrelserna för Selskab for Kirkeret och Selskabet for kirkelig kunst. Som medlem av den förstnämnda föreningen hade Madsen en kritisk hållning gentemot de många nedläggningarna av de gamla institutionskyrkogårdarna. Med föreningens ordförande, prosten Leif Arffmann, ville hon dessutom dryfta om hur gravminnen för psykiskt sjuka och handikappade människor skulle bevaras.
Under 2009 pågick bygget av Köpenhamns Metro. Detta fick som konsekvens att Köpenhamns kommun och Folketinget ville bygga en av metrons stationer i en del av Assistens Kirkegård. Detta innebar att tusentals lik skulle grävas upp och hundratals gravar flyttas. Madsen motsatte sig detta och menade att man kränkte en del av Danmarks historia och kulturarv.
1985 utsågs Madsen till kommendör av Dannebrogsorden.

## Övriga förtroendeposter
- Styrelseledamot av Christian Den Fjerdes Laugs Fond
- Styrelseledamot av Statens Museumsnævn
- Styrelseledamot av Kunstindustrimuseet
- Styrelseledamot av Statens Kunstfond